# Orient Express (Worlds of Fun)
Orient Express in Worlds of Fun (Kansas City, Missouri, USA) war eine Stahlachterbahn vom Modell Custom Looping Coaster des Herstellers Arrow Dynamics, die am 4. April 1980 eröffnet wurde. Am 26. Oktober 2003 drehte sie ihre letzten Runden.
Die Strecke von Orient Express befand sich zwischen den beiden Eingängen des Parks. Sie war nach Loch Ness Monster in Busch Gardens Europe die zweite Achterbahn mit Interlocking Loops. Nun ist Loch Ness Monster die einzige Achterbahn weltweit mit Interlocking Loops.
Orient Express war die erste Achterbahn mit einem Element namens Kamikazee Kurve, welches später von Arrow in Boomerang (bzw. Batwing) umbenannt wurde.

## Züge
Orient Express besaß drei Züge mit jeweils sieben Wagen. In jedem Wagen konnten vier Personen (zwei Reihen à zwei Personen) Platz nehmen. Die Fahrgäste mussten mindestens 1,22 m groß sein, um mitfahren zu dürfen. Als Rückhaltesystem kamen Schulterbügel zum Einsatz.